# Loxoconchella
Loxoconchella är ett släkte av kräftdjur. Loxoconchella ingår i familjen Loxoconchidae.
Kladogram enligt Catalogue of Life:
| Loxoconchella | \| \| Loxoconchella anomala \| \| \| \| \| \| Loxoconchella honoluliensis \| \| \| \| |
|               | \| \| Loxoconchella anomala \| \| \| \| \| \| Loxoconchella honoluliensis \| \| \| \| |
|               | Bonnyannella                                                                          |
|               |                                                                                       |
|               | Cytheromorpha                                                                         |
|               |                                                                                       |
|               | Elofsonia                                                                             |
|               |                                                                                       |
|               | Hirschmannia                                                                          |
|               |                                                                                       |
|               | Loxoconcha                                                                            |
|               |                                                                                       |
|               | Loxoconchidea                                                                         |
|               |                                                                                       |
|               | Nannocythere                                                                          |
|               |                                                                                       |
|               | Palmoconcha                                                                           |
|               |                                                                                       |
|               | Phlyctocythere                                                                        |
|               |                                                                                       |
|               | Roundstonia                                                                           |
|               |                                                                                       |
|               | Sagmatocythere                                                                        |
|               |                                                                                       |
|               | Loxoconchella anomala                                                                 |
|               |                                                                                       |
|               | Loxoconchella honoluliensis                                                           |
|               |                                                                                       |

|  | Loxoconchella anomala       |
|  |                             |
|  | Loxoconchella honoluliensis |
|  |                             |